# Canet lo Roig
Canet lo Roig és un municipi del País Valencià situat a la comarca del Baix Maestrat.
Limita amb Rossell, Sant Rafel del Riu, Traiguera, la Jana i Xert a la comarca del Baix Maestrat; amb Vallibona a la comarca dels Ports i amb la Sénia a la comarca catalana del Montsià.

## Geografia
A la part oriental del municipi s'alça la Serra del Solà, que té el cim més alt a 541 msnm, i a l'occidental, les Moles de Xert. La conca del riu Cérvol, amb diversos barrancs, ocupa la part més gran del terme. A l'extrem nord el terme municipal de Canet lo Roig arriba al riu Sénia.
El municipi és en el sector septentrional de la comarca. Els paratges més visitats són els estrets del riu, el Calvari i l'ermita de santa Isabel. Hi ha oliveres mil·lenàries.
Des de Castelló de la Plana, s'accedix a Canet lo Roig prenent la CV-10 i després la CV-113.

## Història
Els orígens de Canet lo Roig es remunten a etapes de la història molt anteriors a l'assentament dels àrabs. En algunes excavacions s'ha trobat ceràmica corresponent a un poblat de l'època final del Bronze i principi de la cultura ibèrica. Per tant, es pot afirmar que a la part alta de la mola existia un poblat de l'edat del bronze final i principi de l'edat del ferro, que s'hi mantindrà fins a la romanització, és a dir, fins a final del segle iii aC.
Amb la romanització es va produir un irreversible canvi social i estructural. Els habitants del primer poblat que tradicionalment vivien de la ramaderia i l'agricultura cerealista, aprendran dels romans noves tècniques agrícoles i altres sistemes de producció (regadiu, horticultura, fruiters, viles, etc.) que els impulsaran a abandonar la mola per a establir-se en els plans i en les zones fèrtils al costat dels rius, on desenvolupar una economia més capaç.

## Demografia
| Evolució demogràfica (des de 1877) Censos de població | Evolució demogràfica (des de 1877) Censos de població | Evolució demogràfica (des de 1877) Censos de població |
| ----------------------------------------------------- | ----------------------------------------------------- | ----------------------------------------------------- |
|                                                       |                                                       |                                                       |
|                                                       |                                                       |                                                       |
|                                                       | Font: Institut Nacional d'Estadística                 |                                                       |

| Població | 879 | 878 | 881 | 922 | 909 | 916 | 913 | 927 | 897 | 882 | 870 | 855 | 836 | 817 |

## Economia
L'economia és la d'una població tradicionalment ramadera que, en època medieval, tenia un lligallo propi —és a dir, una comunitat ramadera— juntament amb diverses poblacions veïnes.

## Monuments

### Monuments religiosos
- Església de Sant Miquel. Del segle xv.

És de l'època de la reconquesta i malgrat reestructuracions que s'hi van realitzar el 1570 i 1795, encara conserva l'original caràcter d'església fortalesa, amb matacans a la part alta de la façana i un «passeig de ronda» sobre la coberta de l'edifici. La voluminosa cúpula o «mitra taronja», com es diu a la zona, i la capella de la Comunió, van ser construïdes durant l'ampliació de l darreria del segle xviii.
- Ermita de Santa Isabel.

D'origen medieval i construïda en maçoneria i carreus. Consta d'una sola nau, coberta amb volta de canó lleugerament apuntada. Anteposat a la nau té un petit atri porticat que acull la portada de pedra amb arc de mig punt. S'alça la casa de l'ermità hi adossada i molt pròxim a esta es conserva una antiga sénia que complementa el conjunt històric monumental. Resulta atractiva l'àrea recreativa que s'ha condicionat amb paellers, bancs i taules.
- El Calvari. Del segle xviii.

És un petit temple construït sobre un monticle situat a les proximitats de la població. És de planta poligonal, feta en obra de maçoneria i carreus angulars. La coberta està formada per una cúpula central actualment semi-derruïda. Es conserven en l'interior les restes de l'antic retaule de guixeria, amb atributs de la passió emmarcats per rocalles.

### Monuments civils
- Capella gòtica del Palau dels Piquers. Del segle xvi.

És de 1518 i forma part d'una antiga casa-palau de la família Montserrat. La nau està dividida en quatre trams per arcs apuntats, l'últim dels quals —el de la capçalera— està cobert mitjançant una volta formada per arcs de creueria, en la clau dels quals figura la data de la construcció: MDXVIII.
- Els Prigons. Dispersos pel municipi.

## Alcaldia
Des de 2011 l'alcaldessa de Canet lo Roig és Mª Ángeles Pallares Cifre del Partit Popular (PP).
| Període                       | Alcalde o alcaldessa      | Partit polític | Data de possessió | Observacions |
| ----------------------------- | ------------------------- | -------------- | ----------------- | ------------ |
| 1979–1983                     | Vicente Roca Vidal        | AEI            | 19/04/1979        | --           |
| 1983–1987                     | Vicente Martí Marimón     | PSPV-PSOE      | 28/05/1983        | --           |
| 1987–1991                     | Vicente Martí Marimón     | PSPV-PSOE      | 30/06/1987        | --           |
| 1991–1995                     | Vicente Martí Marimón     | PSPV-PSOE      | 15/06/1991        | --           |
| 1995–1999                     | Vicente Martí Marimón     | PSPV-PSOE      | 17/06/1995        | --           |
| 1999–2003                     | Eleuterio Gimeno Gimeno   | PSPV-PSOE      | 03/07/1999        | --           |
| 2003–2007                     | Eleuterio Gimeno Gimeno   | PSPV-PSOE      | 14/06/2003        | --           |
| 2007–2011                     | Eleuterio Gimeno Gimeno   | PSPV-PSOE      | 16/06/2007        | --           |
| 2011–2015                     | Mª Ángeles Pallares Cifre | PP             | 11/06/2011        | --           |
| 2015–2019                     | Mª Ángeles Pallares Cifre | PP             | 13/06/2015        | --           |
| 2019-2023                     | Mª Ángeles Pallares Cifre | PP             | 15/06/2019        | --           |
| Des de 2023                   | n/d                       | n/d            | 17/06/2023        | --           |
| Fonts: Generalitat Valenciana |                           |                |                   |              |

## Festes i celebracions
- Festa de Santa Isabel. Es realitza un romiatge fins a l'ermita de la santa el seté cap de setmana següent a la Pasqua de Resurrecció.

- Festes Majors d'agost. Se celebra la segona setmana d'agost amb bous al carrer, revetles i actes culturals.

- Romiatge a la Font de la Salut. El primer diumenge de maig amb romiatge al Reial Santuari de la Font de la Salut a Traiguera.

- Sant Miquel. Festes patronals, l'últim cap de setmana de setembre amb actes lúdics i taurins.

- Fira de l'oli d'oliva verge. Mostra de l'oli d'oliva verge de qualitat produït a Canet, a més de productes agroalimentaris de la comarca, com ara formatges, mel, torró, licors i productes tradicionals. Se celebra el primer cap de setmana d'abril.